# Luc-Adolphe Tiao
Pour les articles homonymes, voir Tiao.
Beyon Luc-Adolphe Tiao, né le 4 juin 1954 à Tenkodogo, est un diplomate et homme d'État burkinabè, Premier ministre du 18 avril 2011 au 30 octobre 2014 et Président du Parti Rassemblement Patriotique pour le Développement, RPD, qu'il a créé le 06 novembre 2021.

## Biographie
Luc-Adolphe Tiao suit des études de journalisme à l'université de Dakar, dont il sort diplômé en 1980.
En 1988, il participe à la fondation de l'Association des journalistes du Burkina Faso, qu'il préside jusqu'en 1990. En 1992, Tiao est nommé attaché de presse de l'ambassade du Burkina en France. À partir de 1997, il est chargé de mission en communication auprès du Premier ministre, avant d'être président du Conseil supérieur de la communication de 2001 à 2008, date à laquelle il retourne à Paris, cette fois en tant qu'ambassadeur. Il reste en poste jusqu'à sa nomination au poste de Premier ministre en avril 2011.
Le 30 octobre 2014, à la suite d'un soulèvement populaire à Ouagadougou, le gouvernement est dissous.
En 2015, il soutient une thèse de doctorat en « Communication, arts et spectacles » à l'université Bordeaux-Montaigne.
Le 16 septembre 2016, après son retour de Côte d'Ivoire où il était en exil depuis deux ans, Tiao est inculpée pour « assassinats ».
Le 06 novembre 2021, il crée son Parti Politique le Rassemblement Patriotique pour le Développement, RPD.